# Front Issy
Front Issy – jedno z dwóch zgrupowań, na jakie zostały podzielone siły Komuny Paryskiej (drugim był Front Neully).
Front zajmował pozycje w południowej i południowo-zachodniej części Paryża.